# Mimela bidentata
Mimela bidentata är en skalbaggsart som beskrevs av Lin 1966. Mimela bidentata ingår i släktet Mimela och familjen Rutelidae. Inga underarter finns listade i Catalogue of Life.